# Gymnaspis spinomarginata
Gymnaspis spinomarginata är en insektsart som beskrevs av Green 1905. Gymnaspis spinomarginata ingår i släktet Gymnaspis och familjen pansarsköldlöss.
Artens utbredningsområde är Sri Lanka. Inga underarter finns listade i Catalogue of Life.